# Ferrari 456

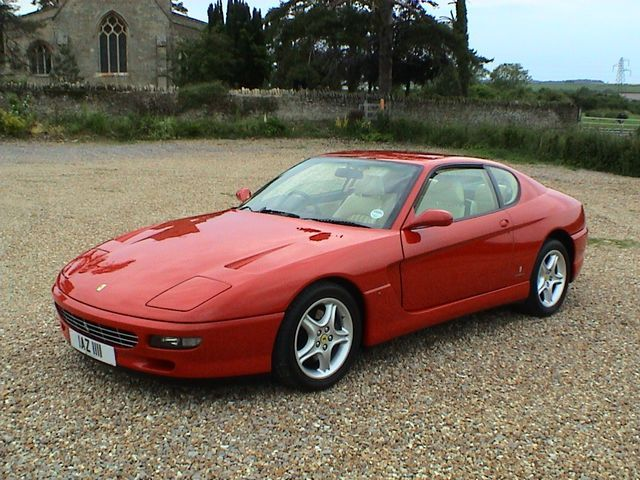
Ferrari 456 GT & GTA

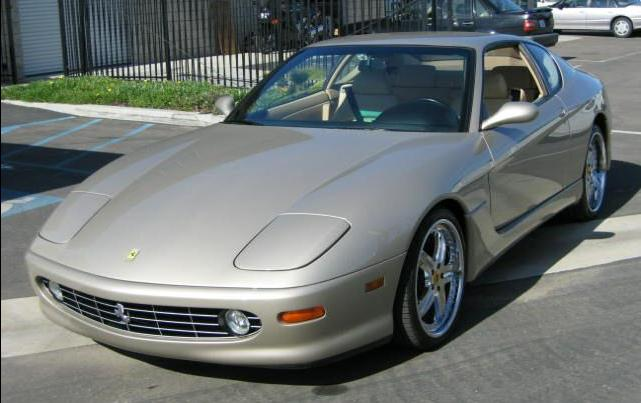
Ferrari 456 M GT & GTA

De Ferrari 456 is een sportwagen van het Italiaanse automerk Ferrari.
De auto is verkocht in meerdere series, de 456 GT, de 456 GTA en de 456 M.
De in 1992 geïntroduceerde GT werd in 1998 nog eens verbeterd, waarbij de 'M' van 'Modificato' aan de typeaanduiding werd toegevoegd.
Tot op heden is dit de laatste Ferrari die nog over wegklappende koplampen beschikte.

## Specificaties

### Afmetingen
- Lengte: 4763 mm
- Breedte: 1920 mm
- Hoogte: 1300 mm
- Wielbasis: 2600 mm
- Spoorbreedte voor: 1585 mm
- Spoorbreedte achter: 1606 mm
- Leeggewicht: 1770 kg
- Tankgrootte: 110 l

### Motor
- Type: V12
- Cilinderinhoud: 5474 cm³

### Prestaties
- 0-100 km/u: 5,1 s
- Topsnelheid: 310 km/h

De GTA is iets minder snel: 0-100 in 5,5 seconden en een topsnelheid van 298 km/h.